# Lucía Parker
Lucía Parker Salomón (29 de enero de 1983) es una cantautora cristiana salvadoreña. Sus producciones musicales han sido nominada en diversas ceremonias, como premios Dove, premios Grammy Latinos, y premios Arpa.

## Biografía
Lucía Parker nació el 29 de enero de 1983, en El Salvador, es hija de un pastor. Está casada con Jake Solomon y juntos tienen dos gemelas, viven en la ciudad de Nashville, Tennessee .

## Carrera musical
Después de que Parker fuera nominada para varios premios por su trabajo, viajó de El Salvador a los Estados Unidos en 2009, ella y su esposo viajaron por América Latina y los Estados Unidos mientras se desempeñaba como líder de adoración para algunas iglesias.
Lucía se unió a otros cantantes de música de adoración contemporánea como Aline Barros, Israel y New Breed, y Planetshakers, para grabar proyectos musicales en español y portugués. En 2014, Lucía Parker lanzó el álbum Rey de mi universo, álbum que debutó en el puesto 18 en la lista de Billboard, Latin Pop Albums.
En 2015 Luca grabó la canción «Me amaste a mí» junto a Christine D'Clario, colaborando también en la traducción de la canción «En el Trono Está», originalmente compuesta en inglés por Jon Egan, Jason Ingram y Kari Jobe para el disco Eterno Live.
En 2017 lanzó el disco Revive en español e inglés con cánticos de alabanza y adoración que también cuenta con la colaboración de Israel Houghton. En 2021, Lucía colaboró con su voz para la canción «Fe y Asombro» que lanzó Meredith Andrews para el EP Faith and Wonder (Versiones Alternativas) y para el álbum Ábrenos Los Cielos.

## Discografía
La mayoría de sus álbumes han sido lanzado a través de Bridge Music Label, distribuido por Provident Music Group.
- 2003: En Lo Secreto
- 2008: Alabanza y Adoración: Del Corazón
- 2008: Regalo de Navidad
- 2010: Christmas: A Love Story
- 2010: Navidad: Una Historia de Amor
- 2011: Everlasting Love
- 2014: Rey de mi Universo
- 2017: Revive
- 2017: Revive (Español)

## Premios y reconocimientos
En 2009 Lucía Parker fue nominada a la X Entrega Anual de los Premios Grammy Latinos en la categoría: Mejor Álbum Cristiano (en español) por el álbum Alabanza y Adoración: Del Corazón. En ese mismo año y por ese mismo trabajo musical, Lucía ganaría dos premios Arpa: en la categoría Mejor Álbum Vocal Femenino y como Mejor álbum en vivo por el álbum Alabanza y Adoración: Del Corazón.
En 2014, Lucía Parker fue nominada a los Premios ARPA en la categoría: Álbum del año por el álbum Rey De Mi Universo, ganó un Premio Arpa en la categoría Mejor Video Musical y Mejor Canción en Participación por «Cielos de Color» con Israel Houghton y Redimi2.
En 2018, Lucía Parker fue nominada a los Premios Arpa en la categoría: Mejor Álbum Vocal Femenino por el álbum Revive (español).